# Коберн, Джин
Джин Коберн (англ. Jean Coburn, полное имя Jean Pond Miner Coburn; 1866—1967) — американская скульптор и педагог.

## Биография
Родилась 8 июля 1866 года в городе Менаша, штат Висконсин.
Училась в Milwaukee-Downer college в 1880-х годах. Скульптуре обучалась в Институте искусств Чикаго у Лорадо Тафта, впоследствии стала его ассистентом и преподавала в этом учебном заведении.
Во время Всемирной (Колумбовой) выставки 1893 года в Чикаго, Джин Коберн и Хелен Мирс были назначены главными художниками в здании Wisconsin Building. Коберн было поручено создать произведение искусства, представляющее штат Висконсин, и она создала скульптуру «Forward» — это название является девизом штата. Впоследствии статуя была куплена организацией Women's suffrage in the United States и подарена штату Висконсин от имени этого женского избирательного движения.
В течение столетия статуя, сделанная из меди, постепенно разрушалась. В 1996 году несколько женских активистских групп собрали средства на отливку этой скульптуры из бронзы, которая была размещена на территории Капитолия штата Висконсин, а медный оригинал — в вестибюле здания Исторического общества Висконсина.
Джин Коберн жила в пригороде Чикаго Уилметте. Умерла в 16 марта 1967 года в доме престарелых в Чикаго. Её муж — Alonzo Coburn, умер в 1948 году.